# Elefant asiàtic
L'elefant asiàtic (Elephas maximus), sovint conegut pel nom d'una de les subespècies (elefant de l'Índia), és una de les tres espècies vivents d'elefant i l'única espècie vivent del gènere Elephas. L'espècie es troba principalment a diverses parts de l'Índia, Sri Lanka, Indoxina i a Indonèsia. Es considera una espècie amenaçada, amb una població entre 41.410 i 52.345 individus en estat salvatge.
Aquest animal és fàcil de domesticar i s'ha utilitzat en el sector forestal al sud i al sud-est d'Àsia durant segles i també en cerimònies. Fonts històriques indiquen que a vegades es feien servir durant la temporada de collita, principalment per a batre. Els elefants salvatges són una atracció turística a les zones on és més fàcil veure'ls; per contra, però, poden fer malbé els conreus o entrar als jardins de les aldees.

## Descripció
L'elefant asiàtic és més petit que el seu congènere africà. La forma més fàcil de distingir els dos parents és fixant-se en les orelles: les de l'elefant asiàtic són menors. L'elefant asiàtic sòl mesurar entre dos i quatre metres (7-12 peus) d'alçada, i pesar entre 3.000 i 5000 quilograms (de 6500 a 11.000 lliures). L'elefant asiàtic té altres diferències respecte als seus parents africans, entre elles un llom més arquejat cap enrere, un "dit" semi-prènsil a la punta de la trompa, quatre ungles a les potes posteriors en lloc de tres, i 19 parells de costelles en lloc de les 21 que té l'africà. A més, la femella d'elefant asiàtic generalment no té ullals, i si en té amb prou feines són visibles i només es poden observar quan l'elefanta obre la boca. A alguns mascles també els manquen els ullals; a aquests individus se'ls anomena "makhnas" i són especialment comuns entre els exemplars de la població d'elefants de Sri Lanka. D'altra banda, el front té dues protuberàncies semiesfèriques, a diferència del front pla de l'elefant africà.
Les mides dels elefants salvatges eren exagerades al passat. Tanmateix, el rècord d'alçada d'un elefant actual és de 3,6 m. fins a la creu. L'alçada sovint es calcula utilitzant la llei de les polzades de dues vegades la circumferència.

## Comportament

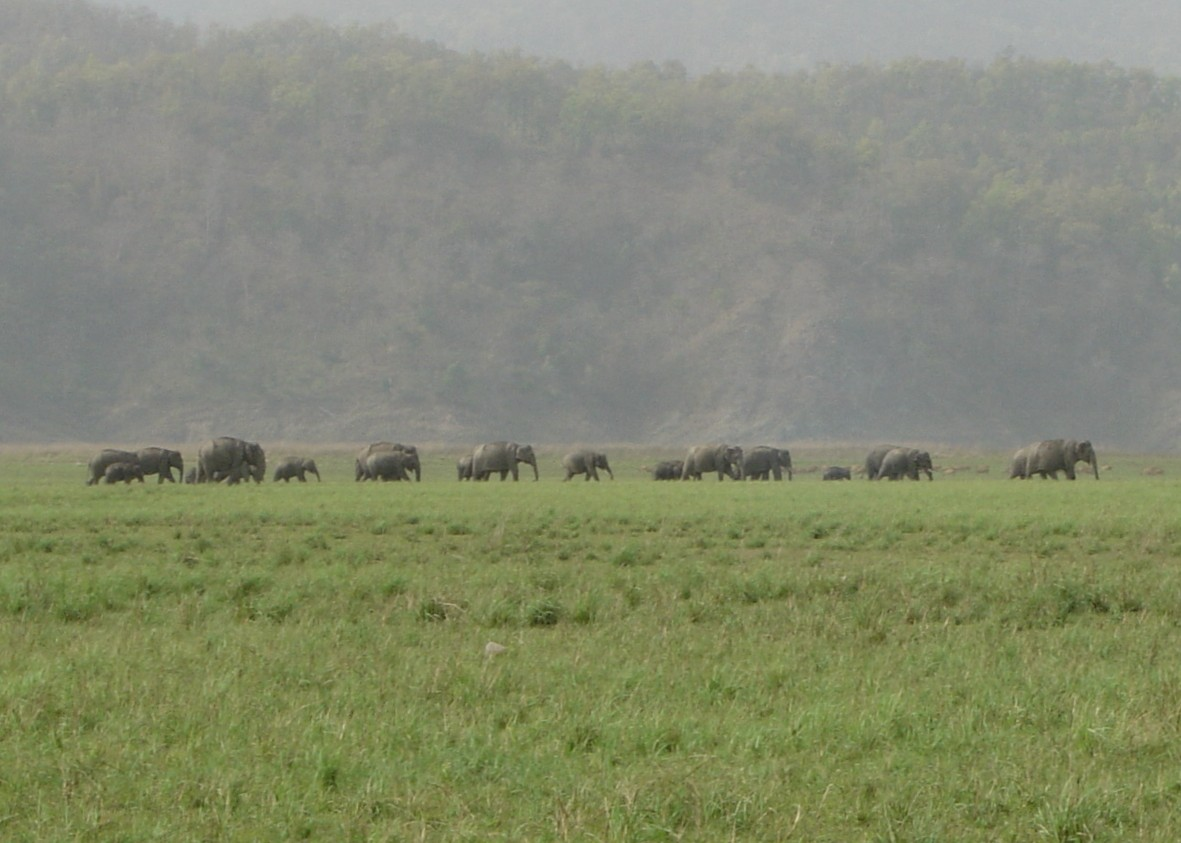
Ramat d'elefants indis salvatges al Jim Corbett National Park, Índia.

Els ramats d'elefants poden seguir rutes estacionals de migració definides. La migració s'esdevé durant tota la temporada monsònica, sovint entre zones humides i seques, i és la tasca de l'elefant més vell recordar i seguir aquestes tradicionals rutes de migració. Amb l'establiment d'explotacions agrícoles assentades al llarg d'aquestes rutes, els cultius es veien sovint danyats pel pas dels elefants, essent motiu de conflictes, i provocant que en molts casos els elefants acabessin morts. L'elefant asiàtic adult no té depredadors naturals a part de l'home; els elefants joves, en canvi, poden caure víctimes dels tigres.
L'esperança de vida dels elefants asiàtics ha augmentat considerablement, i ara viu una mitjana de 60 anys al medi natural i 80 en captivitat. Aquests paquiderms mengen el 10% del seu pes corporal cada dia, que en el cas dels adults suposa entre 170 i 200 quilograms d'aliments diaris. Necessiten de 80 a 200 litres d'aigua al dia, a part de la que usen per a banyar-se. A vegades esgarrapen el terra a la cerca de minerals.
Els elefants usen infrasons per a comunicar-se. El primer a observar-ho fou el naturalista indi M. Krishnan, i posteriorment va ser estudiat per Katherine Payne.

## Cultura popular
L'Avi va ser el primer elefant, d'origen asiàtic, que va tenir el Parc Zoològic de Barcelona.